# Thien Duong jama
Jama Thien Duong (vietnamsko: Hang Thiên Đường) je jama, ki se nahaja v vietnamskem narodnem parku Phong Nha-Ke Bang. Nahaja se blizu vietnamsko-kitajske meje, okrog 450 km vzhodno od mesta Hanoj. 
Domačini so jamo našli leta 2005, prva pa jo je raziskala britanska skupina leta 2010. Jama, v kateri teče tudi podzemna reka, naj bi bila največja jama na svetu. 
V jami v gorovju Annamite najdemo reko in džunglo (njeno ime se prevaja v "gorska rečna jama"), ima celo svojo lastno tanko plast oblakov, njenega konca pa se ne vidi. Gre za del podzemne mreže okoli 150 jam v osrednjem Vietnamu, blizu meje z Laosom.
Stalna temperatura v notranjosti jame je bila še pred nekaj leti približno 8 °C, danes pa se giblje med 18 in 22 °C. 

## Turizem
Leta 2010 je bila postavljena električna osvetljava, za turistični obisk je odprto 1 km jame. 